# Alexandre Trifonovitch Tvardovski
Alexandre Trifonovitch Tvardovski (en russe Алекса́ндр Три́фонович Твардо́вский , né le 8 juin 1910 (21 juin dans le calendrier grégorien) à Zagorïé, dans l'actuelle oblast de Smolensk, et mort le 18 décembre 1971 à Krasnaïa Pakhra, dans l'oblast de Moscou) est un poète et écrivain russe soviétique qui fut rédacteur en chef du magazine littéraire Novy Mir (1950-1954 ; 1958-1970). Il fut également membre du Comité central du Parti communiste soviétique.

## Biographie
Tvardovski est né dans le khoutor Zagorïé (Загорье) près du village Seltso (Сельцо). Le père d'Alexandre a hérité d'une petite parcelle de terrain de son père à lui, qui l'avait reçue après son service militaire dans les artilleurs dans l'armée tsariste.
« Cette terre - de dix et quelques hectares - située dans des marais et entourée d'une oseraie, d'une sapinière, et des bouleaux, était dans tous les sens peu enviable. Mais pour le père, qui était le fils unique d'un soldat sans terre et dont le travail rude de plusieurs années comme forgeron, était parvenu à rassembler la somme nécessaire au premier versement à la banque, cette terre était la voie vers la sainteté. À nous, les enfants, il nous enseignait dès le plus jeune âge l'amour et le respect de cette aigre et avare terre, mais c'était là notre terre - notre "propriété", qu'il appelait comme pour rire "la ferme". »
Les parents du futur poète furent victimes de la dékoulakisation à l'époque de la collectivisation en Union soviétique. Leur maison a été brûlée par les voisins. Néanmoins, dans toutes ses œuvres, Alexandre Tvardovski fait l'éloge du régime communiste.
Tvardovski a commencé à écrire de petits articles pour la presse locale à l'âge de quatorze ans. Le poète Mikhaïl Issakovski l'a pris sous son aile. Son premier poème La Voie du socialisme (Путь к социализму) a été publié en 1931. Son premier recueil de poésies sort en 1935.
En 1939-1940, avec d'autres amis écrivains, il est correspondant du journal Na straje Rodiny (На страже Родины) dans le district militaire de Léningrad (Ленинградский военный округ). En 1938, il devient membre du parti communiste. En tant que commissaire politique, il participe à l'invasion soviétique de la Pologne et, en tant que correspondant de guerre à la Guerre d'Hiver. Il écrit son œuvre la plus connue Vassili Tiorkine pendant son service à Voronej dans l'unité militaire du front sud-ouest où il travaillait pour le journal Armée Rouge. Les chapitres du poème étaient publiés au fur et à mesure de leur écriture. Grâce à son personnage, Tvardovski devient une figure culte pour la génération qui a traversé la guerre.
Après la guerre, il devient rédacteur en chef du magazine littéraire Novy Mir où il publie, avec la permission de Nikita Khrouchtchev, la nouvelle d'Alexandre Soljenitsyne Une journée d'Ivan Denissovitch racontant la vie quotidienne dans un camp de concentration stalinien,. En 1961, Tvardovski obtient le prix Lénine après avoir publié une sorte d'épopée, Loin, au loin..., à la gloire de l'URSS, mais dans l'esprit de la destalinisation. Après la destitution de Khrouchtchev qui lui assurait une protection, Tvardovski doit faire face aux nombreuses attaques et intrigues échafaudées contre lui et le journal. Au mois de février 1970, Tvardovski quitte la rédaction du Novy Mir. Peu après, on lui découvre un cancer des poumons. Il meurt le 18 décembre 1971 et est inhumé au cimetière de Novodevitchi.

## Œuvres
Les œuvres majeures d'Alexandre Tvardovski sont :
- Le Pays de Mouraviia (1936)
- Vassili Tiorkine (1942-1945)[8]
- La Maison au bord de la route (1946)
- Loin, au loin... (1961)[6]

### Œuvres traduites en français
- Tiorkine dans l'autre monde (1962)
  - Vassili Tiorkine dans l'autre monde
- De par les droits de la mémoire (1963-1969)